# Grace E. Pickford

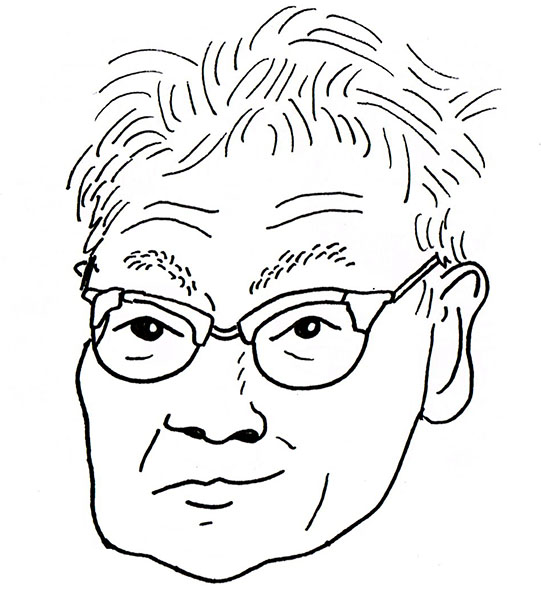
Schwarz-Weiß-Zeichnung von Grace Evelyn Pickford

 Grace Evelyn Pickford  (* 24. März 1902 in Bournemouth, England; † 20. Januar 1986) war eine britisch-amerikanische Biologin und Hochschullehrerin. Sie war Professorin an der Yale University und ist bekannt für ihre Forschung zur Endokrinologie von Fischen.

## Leben und Werk
Pickford war eines von zwei Kindern des Journalisten William Pickford und seiner Frau Evelyn May Pickford. Sie besuchte das Newnham College der University of Cambridge, wo sie zu den Gründungsmitgliedern des Cambridge University Biological Tea Club gehörte. Da die Universität Cambridge damals keine Abschlüsse an Frauen vergab, erhielt sie einen gleichwertigen Bachelor-Abschluss „National Sciences Tripos, Pt.I“.
Anschließend arbeitete sie mit einem zweijährigen Stipendium in Südafrika mit George Evelyn Hutchinson an limnologischen Studien. Sie heiratete Hutchinson, aber die Ehe wurde nach wenigen Jahren 1933 geschieden. An der Yale University promovierte sie 1931 bei dem russischen Paläontologen Alexander Iwanowitsch Petrunkewitsch auf der Grundlage von Studien ihrer südafrikanischen Oligochaeten-Sammlung. Anschließend forschte sie die nächsten 40 Jahre in verschiedene Forschungspositionen an dem Bingham Oceanographic Laboratory der Yale University über Cephalopoden. Sie wurde 1951 zu der dänischen Tiefsee-Expedition Galathea 2 eingeladen, wo sie seltene Tintenfische der  Indo-Malaya Region studierte. Ihr zu Ehren wurde 1953 eine Gattung kleiner Tintenfische aus der Familie der Loliginidae Pickfordiateuthis benannt.
Von 1934 bis 1948 unterrichtete sie am  Women’s College Albert Magnus in New Haven (Connecticut), wo auch die Biologin Marcella Boveri lehrte. Während des Zweiten Weltkriegs begann sie ihre Studien an Fischen mit der Teilnahme an dem Projekt trash fish als Nahrungsquelle.
Sie wurde an der Yale University 1959 Assistent Professor, 1969 ordentliche Professorin für Biologie und ging 1970 im Alter von 68 Jahren als emeritierte Professorin in den Ruhestand. Sie führte danach bis 1986 als Distinguished Scientist in Residence weitere Forschungen am Hiram College in Ohio durch.

## Forschung
Pickford forschte im Bereich der Systematik der Oligochaeten, der Biologie der Kopffüßer und der vergleichenden Endokrinologie und ist für ihre Pionierarbeit auf dem Gebiet der Endokrinologie der Fische bekannt. Ihre umfangreichen Studien über die Hypophyse zeigten den Einfluss auf die Kontrolle des Wachstums, der Fortpflanzung, der Schilddrüse, der Pigmentierung, der Osmoregulation und der endokrinen Stressreaktion und führten zu der Entdeckung, dass Prolaktin erforderlich ist, um das osmotische Gleichgewicht in Süßwasser aufrechtzuerhalten.
Im Laufe ihrer Arbeit am Killifisch entwickelte sie auch zahlreiche Instrumente und Techniken, die den Grundstein für zukünftige Studien in der Endokrinologie der Fische legten. Sie war Autorin oder Co-Autorin von mehr als 130 Veröffentlichungen, von denen 78 sich mit Endokrinologie von Fischen befassten.
Das Standard-Autorenkürzel Pickford wird verwendet, um diese Person als Autor zu kennzeichnen, wenn ein botanischer Name zitiert wird.

## Auszeichnungen und Ehrungen
- 1980:  Grace-Pickford-Medaille wird ihr zu Ehren als  Anerkennung der Leistungen eines  Endokrinologen unter 45 Jahren vergeben[3][4][5]
- 1981: Wilbur Cross Medal, Yale University

## Veröffentlichungen (Auswahl)
- South African Earthworms. Nature 141, S. 452–453, 1938.
- The physiology of the pituitary gland of fishes. New York Zoological Society, 1957.
- Vampyroteuthis Infernalis Chun. Carlsberg Foundation, 1946.
- mit Sanford L. Palay, Harriet A. Chambers: Fish Endocrinology: Bulletin of the Bingham Oceanographic Collection, V14. Literary Licensing, LLC, 2013, ISBN 978-1-258-74306-2.
- The Octopus bimaculatus problem: A study in sibling species (Bulletin of the Bingham Oceanographic Collection, Peabody Museum of Natural History, Yale University). Kraus Reprint, 1976.